# Trissopelopia lanceolata
Trissopelopia lanceolata är en tvåvingeart som beskrevs av Cheng och Wang 2005. Trissopelopia lanceolata ingår i släktet Trissopelopia och familjen fjädermyggor. Inga underarter finns listade i Catalogue of Life.